# Рјуџи Бандо
Рјуџи Бандо (јап. 播戸 竜二; 2. август 1979) јапански је фудбалер.

## Каријера
Током каријере је играо за Гамба Осака, Консадоле Сапоро, Висел Кобе, Серезо Осака и многе друге клубове.

## Репрезентација
За репрезентацију Јапана дебитовао је 2006. године. За тај тим је одиграо 7 утакмица и постигао 2 гола.

## Статистика
| Јапан  | Јапан   | Јапан  |
| Година | Наступи | Голови |
| ------ | ------- | ------ |
| 2006.  | 2       | 2      |
| 2007.  | 1       | 0      |
| 2008.  | 4       | 0      |
| Укупно | 7       | 2      |